# Рокаверано
Рокавера̀но (на италиански: Roccaverano; на пиемонтски: Rocavran, Рокавъран) е село и община в Северна Италия, провинция Асти, регион Пиемонт. Разположено е на 759 m надморска височина. Населението на общината е 443 души (към 2010 г.).